# Guillaume Victorin
Guillaume Victorin (Montpellier, 26 maggio 1990) è un lunghista francese.

## Palmarès
| Anno | Manifestazione   | Sede     | Evento         | Risultato      | Prestazione | Note |
| ---- | ---------------- | -------- | -------------- | -------------- | ----------- | ---- |
| 2009 | Europei juniores | Novi Sad | Salto in lungo | Qualificazione | 7,30 m      |      |
| 2011 | Europei U23      | Ostrava  | Salto in lungo | Bronzo         | 7,86 m      |      |
| 2018 | Europei          | Berlino  | Salto in lungo | 8º             | 7,84 m      |      |